# Ditrichocorycaeus subtilis
Ditrichocorycaeus subtilis – gatunek widłonoga z rodziny Corycaeidae. Nazwa naukowa tego gatunku skorupiaków została opublikowana w 1912 roku przez niemiecką zoolog Marie Dahl.